# 담양 언곡사지 삼층석탑
담양 언곡사지 삼층석탑(潭陽 彦谷寺址 三層石塔)은 대한민국 전라남도 담양군 무정면 봉안리에 있는 고려시대의 삼층석탑이다. 1984년 2월 29일 전라남도 문화재자료 제20호로 지정되었다.

## 석탑의 내력
언곡사지는 백제 성왕 6년(528) 무렵 창건되었다고 전해지나 고증할 길이 없으며 절 이름 역시 각종 지리지에 등장하지 않아 전해지는 내용을 사용하고 있을 뿐이다. 다만 《추성지》(秋成誌, 1758)에 석탑이 있었다는 기사가 나타나고 《무정면지》(武貞面誌, 1934년)에는 언곡사라는 절 이름이 나타나 있다.
1927년 현 봉안리 뒷산인 비봉산에 있었던 것을 무정초등학교로 옮겼다가 1995년 지금의 위치로 다시 원상 복구하였다. 무정초등학교로 옮길 때 1층 탑신에서 금동불이 발견되었으나 당시 일본인 교장이 금동불을 매각하여 그 돈으로 학교실습답을 사들였다고 한다.

## 석탑의 모습
현재 기단부(基壇部)와 면석(面石) 2매가 유실된 상태이며 상륜부(相輪部)가 전부 남아 있지 않다. 탑의 구조를 보면 기단부 중석인 면석 2매가 양쪽에서 탑신부(塔神部)를 받치고 있다. 면석의 양식을 보면 각면에 양 우주와 탱주 1주가 모각되었고, 그 위로 갑석이 이어지고 있는데, 갑석은 상하 수평이며 하면은 각형부연이 표출되었고 상면은 2단의 각형괴임을 조출하여 탑신을 받고 있다. 이 석탑은 기단부의 중석 이하가 모두 유실되어 자세한 형태는 알 수 없으나 평박한 옥개석이라든지 전각의 밋밋한 반전, 또는 층급받침이 4단 및 3단으로 줄어든 점은 고려시대의 양식을 잘 나타내 주고 있다.

## 현지 안내문
탑이란 부처님의 사리(舍利)를 봉안하여 열반과 해탈을 상징하는 불교의 예배대상물이다. 이 석탑은 원래 비봉산(飛鳳山) 입구의 언곡사(彦谷寺)에 있던 것을 1927년 현 위치로 다시 원상 복원하였다. 처음 옮길 당시 금동불입상(金銅佛立像)이 발견되었으나 일제강점기에 없어졌다고 한다. 석탑의 상태를 보면 기단부 일부가 파손되었으나, 3층면석의 전후면에 여래상을 조각한 것이 주목된다.
이 석탑의 높이는 약 2.4m이며, 조성연대는 고려시대로 추정된다.

## 참고 자료
- 담양 언곡사지 삼층석탑 - 국가유산청 국가유산포털